# 詹姆斯·海特菲尔德
詹姆斯·阿兰·海特菲尔德（英語：James Alan Hetfield，1963年8月3日—），是美国重金属乐队金属乐队的主音歌手、节奏吉他手和创立者之一。

## 早年经历
出生于美国加州，有英国、德国和爱尔兰血统，父母亲都是虔诚的基督教科学派信徒，母亲忠于信仰，不愿接受医学治疗而死于癌症。